# كونستانت عمري
كونستانت عمري (من مواليد 14 يناير 1958-) هو مسؤول كرة قدم كونغولي وعضو مجلس الاتحاد الدولي لكرة القدم.

## حياته المهنية
عُين كونستانت عمري سليماني رئيسًا لفريق عمل الاتحاد الدولي لكرة القدم لمكافحة العنصرية والتمييز في سبتمبر 2015. في 19 يوليو 2019، تم ترشيحه ليكون النائب الأول لرئيس الاتحاد الأفريقي لكرة القدم، ليتولى المنصب خلفًا لأماجو بينيك. أعلن الاتحاد الدولي لكرة القدم (فيفا) في 27 يناير 2021 أن عمري فشل في اجتياز اختبار النزاهة والأهلية وتم منعه من الترشح لإعادة انتخابه.

## اتهامات بالفساد
في 24 يونيو 2021، أوقفت لجنة الأخلاقيات التابعة للفيفا عمري لمدة عام عن أي أنشطة متعلقة بكرة القدم بسبب قبوله رشاوى من شركة لاجاردير لايف إنترتينمنت في عام 2016.